# The Trumpet of the Swan
The Trumpet of the Swan (El cisne mudito, en España, El cisne trompetista, en Hispanoamérica) es una película animada norteamericana de 2001 dirigida por Richard Rich y protagonizada por Jason Alexander, Reese Witherspoon, Mary Steenburgen, Seth Green, Carol Burnett, Joe Mantegna, y Dee Bradley Baker. La película está basada en el libro del mismo nombre de E.B. White.

## Argumento
Louie, un cisne trompetero joven, destaca entre sus hermanos por ser el más listo y el más atlético de la familia, pero también por ser mudo de nacimiento. Louie conoce a Serena, una bella y joven cisne que le ignora al ver que es incapaz de producir sonido alguno. Louie intenta llamar la atención de Serena, así que compensa su mudez aprendiendo a tocar la trompeta.

## Recepción
La película recibió principalmente calificaciones negativas de parte de los críticos. Muchos dijeron que la animación era pobre, que carecía del encanto que caracterizaba al libro en el que fue basada, los personajes eran planos, el reparto no encajaba con los personajes, las canciones eran inmemorables y que el diseño de los personajes era horrible. Sin embargo, la crítica más común hacia la película era que la trama no era fidedigna a la historia del libro, lo cual molestó a muchos fanáticos del libro. En Rotten Tomatoes alcanzó un 15% de reseñas positivas.
Fue un fracaso en taquilla norteamericana por dos razones: tuvo un lanzamiento limitado en salas de cine estadounidenses, y el estreno de Shrek una semana después provocó que la película perdiera su audiencia rápidamente. Hacia el final de su exhibición apenas había recaudado 102,202 dólares.
En 2001 fue nominada por la Casting Society of America (Sociedad americana de casting) por mejor casting de voces en un filme animado, pero perdió el premio ante The Emperor's New Groove, de Disney. Es notable, sin embargo, que un filme animado independiente consiguiera tal nominación. Fue la última película basada en un libro de E.B. White hasta la salida de Charlotte's Web en 2006.

## Reparto
- Dee Bradley Baker como Louie.
- Jason Alexander como el padre.
- Mary Steenburgen como la madre.
- Reese Witherspoon como Serena.
- Seth Green como Boyd.
- Carol Burnett como la señora Hammerbotham.
- Joe Mantegna como Monty.
- Sam Gifaldi como Sam.
- Melissa Disney como Billie.
- Elizabeth Daily como Ella.
- Pamela Adlon como A. G. Skinner
- Steve Vinovich como Maurice.
- Corey Burton como Senator.
- David Jeremiah como Squirrel.